# 景星県
景星県（けいせい-けん）は中華人民共和国黒竜江省にかつて存在した県。現在のチチハル市竜江県景星鎮に相当する。

## 歴史
景星県の地名は、城北に景星山が位置したことによる。
清末の1906年（光緒32年）に大賚庁景星分防経歴が初めて設置されて以来漸次発展し、中華民国成立後の1913年には竜江県の管轄となる景星警察事務所が設置された。同年7月には景星鎮佐治局に、同年10月には竜江県分駐景星鎮県佐に改編された。1915年3月、黒竜江巡按使公署により景星設治局が設置され竜江道の管轄となった。
1929年1月、景星設治局は三等県の景星県が成立、県署が景星鎮に設置され黒竜江省の管轄となった。満州国が成立すると1934年12月に新設された竜江省に移管され、満州国が崩壊すると1945年に嫩江省の管轄とされ、1949年5月の黒嫩両省の合併以降は黒竜江省に移管され、1954年8月に嫩江専区が新設されるとその管轄となった。
1956年3月6日に廃止され、管轄区域は竜江県に編入された。